# Aleksandr Arechtchenko
Aleksandr Arechtchenko (en ukrainien : Александр Арещенко) ou Alexander Areshchenko (en anglais) est un joueur d'échecs ukrainien né le 15 juin 1986 à Louhansk. Il est grand maître international depuis 2002 (à seize ans).
Au 1er décembre 2012, Arechtchenko est le no 28 mondial avec un classement Elo de 2 720 points qui constitue son record.

## Carrière
Arechtchenko a remporté le Championnat du monde d'échecs de la jeunesse (moins de 14 ans) en 2000 (devant Wang Yue), le tournoi de Nikolaïev en 2001 et a reçu le titre de maître international en 2002 puis celui de grand maître international la même année.

### Tournois internationaux
En 2003, il finit premier ex æquo de l'open de Cappelle-la-Grande. En 2005 et 2006, il remporte l'open de l'île de Man.
En 2009, Arechtchenko finit premier  ex æquo de la coupe Mumbai (vainqueur au départage) et au tournoi open du jubilé du club de Zurich (vainqueur au départage devant Boris Avroukh). 
En 2011, il finit premier ex æquo du neuvième open Parsvnath de New Delhi.
En 2015, il finit premier ex æquo du tournoi Masters d'Abu Dhabi.

### Champion d'Ukraine
En 2005, Aleksandr Arechtchenko remporta le championnat d'Ukraine.

### Mémorial Tchigorine
En 2002, 2009 et 2010, Arechtchenko termina deuxième ex æquo du mémorial Tchigorine à Saint-Pétersbourg (en 2002 et 2009, il avait terminé à un demi-point des vainqueurs).
En 2012, il remporte le tournoi au départage devant Bartosz Socko.

### Coupes du monde

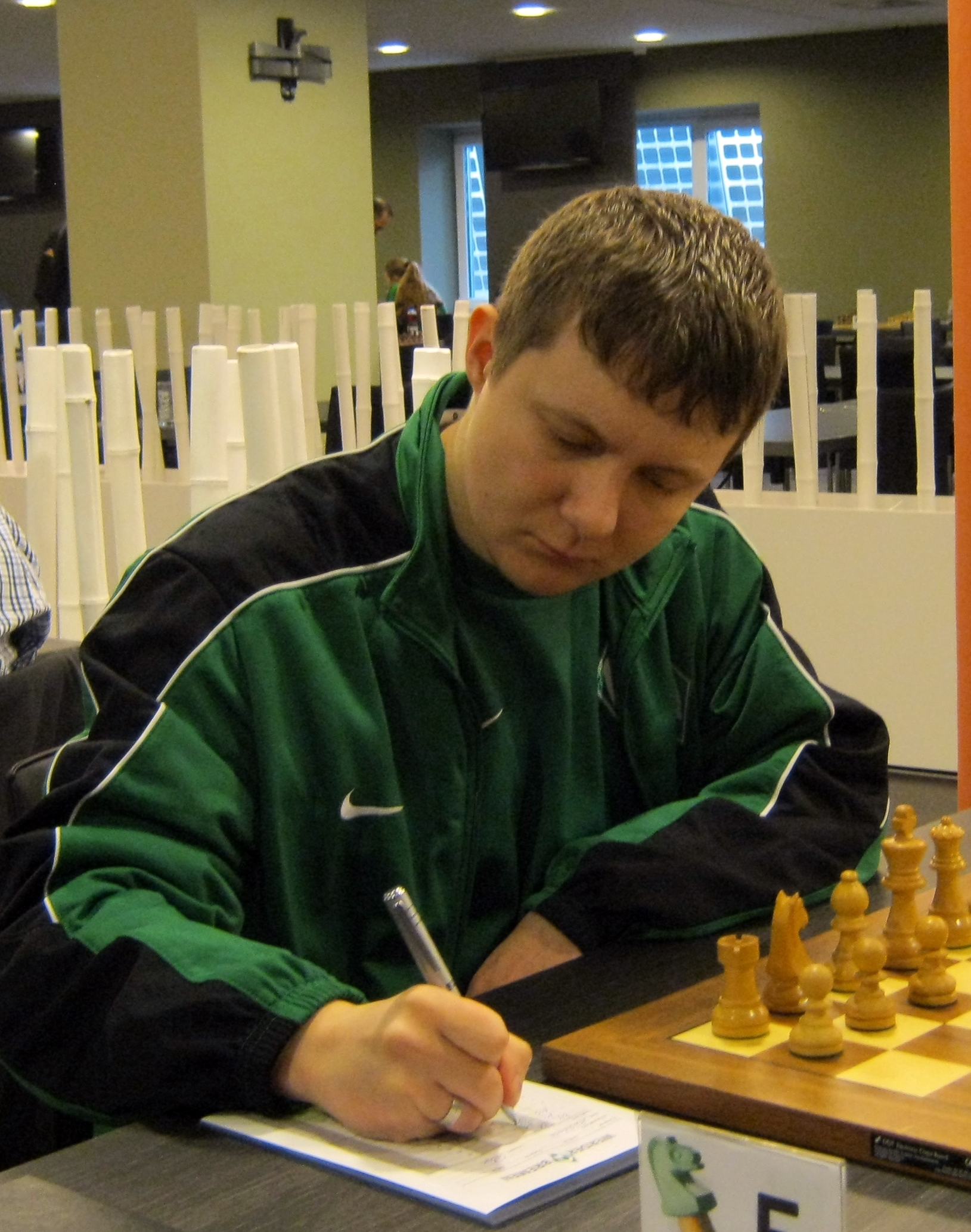
Arechtchenko en 2012.

Depuis 2005, Arechtchenko a participé à cinq coupes du monde. Il fut absent de la coupe du monde d'échecs en 2007 et 2011.
| Année | Lieu            | Résultat                            | Ultimes adversaires | Adversaires battus                         |
| ----- | --------------- | ----------------------------------- | ------------------- | ------------------------------------------ |
| 2005  | Khanty-Mansiïsk | troisième tour                      | Levon Aronian       | Alexander Stripunsky, Csaba Balogh         |
| 2009  | Khanty-Mansiïsk | troisième tour                      | Dmitri Iakovenko    | Fidel Corrales Jiménez, Sergueï Roublevski |
| 2013  | Tromsø          | troisième tour                      | Vladimir Kramnik    | Gregory Kaidanov, Rubén Felgaer            |
| 2015  | Bakou           | troisième tour                      | Wei Yi              | Denis Khismatoulline, Levon Aronian        |
| 2017  | Tbilissi        | premier tour                        | Anton Demtchenko    |                                            |
| 2021  | Sotchi          | troisième tour (exempt au 1er tour) | Samuel Shankland    | Ivan Ivanišević                            |

### Compétitions par équipe
Arechtchenko a représenté l'Ukraine lors des championnats du monde par équipes de 2011, 2013 et 2017, remportant la médaille de bronze par équipe en 2011 et 2013.